# Zduny (stad)
Zduny is een stad in het Poolse woiwodschap Groot-Polen, gelegen in de powiat Krotoszyński. De oppervlakte bedraagt 6,14 km², het inwonertal 4461 (2005).

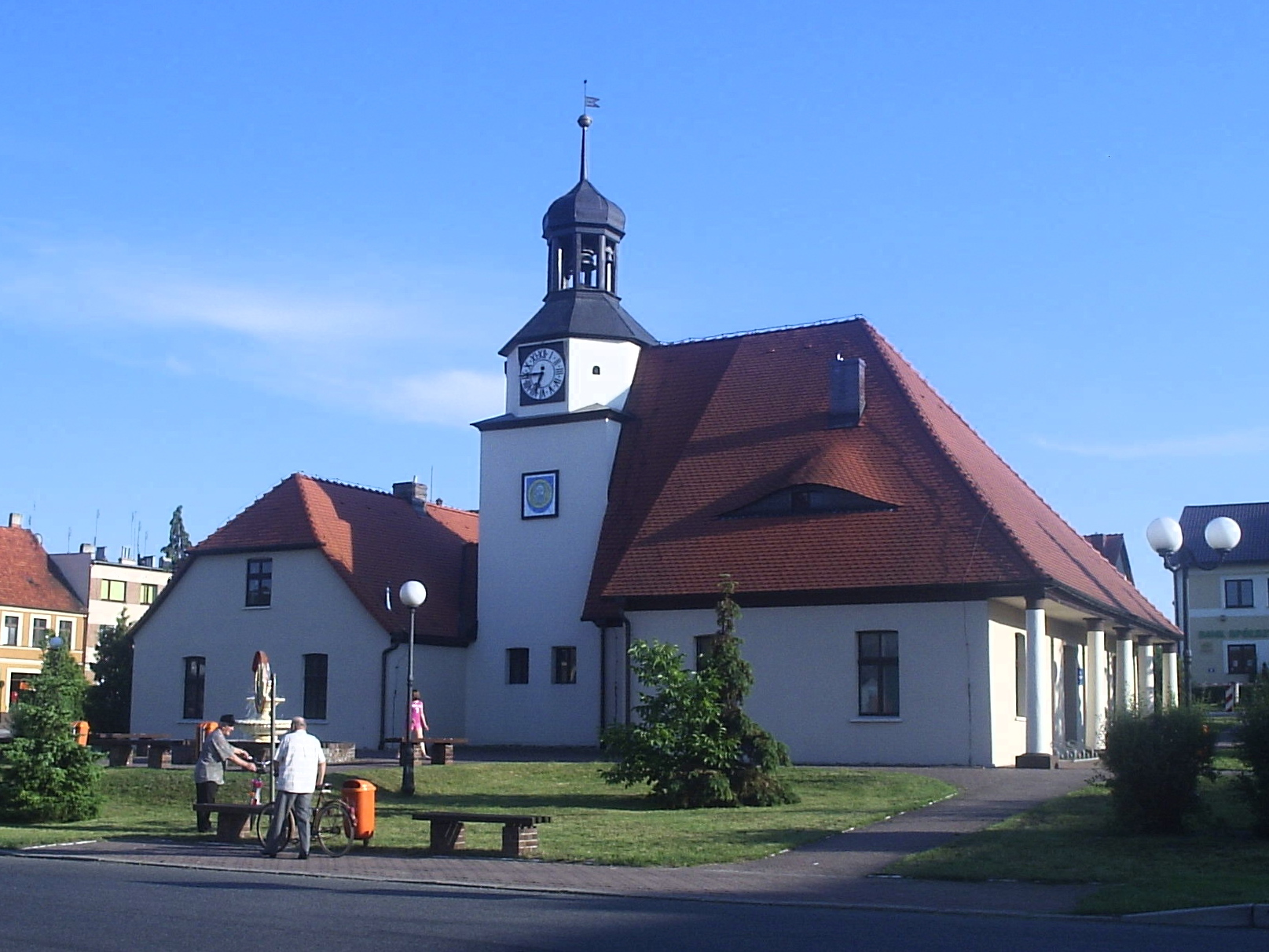
Gemeentehuis